# Collinsonia
Collinsonia L. é um gênero botânico da família Lamiaceae.
É endémico da parte Leste da América do Norte. Foi nomeado em honra do botânico inglês Peter Collinson (1694–1768). Foi descrito por Lineu na sua obra Species Plantarum em 1753.
É colocado na tribo Elsholtzieae, uma pequena tribo de apenas 5 géneros. Em ordem de número de espécies, eles são Elsholtzia, Mosla, Collinsonia, Perilla, e Perillula.
A circunscrição de espécies em Collinsonia tem sido fonte de confusão, tendo sido publicados variados nomes científicos. Algns autores reconhecem até 10 espécies. Em 2006, o género sofreu uma revisão, com apenas 4 espécies reconhecidas.
Trata-se de um género reconhecido pelo sistema de classificação filogenética Angiosperm Phylogeny Website.

## Sinonímia
- Hypogon Raf.
- Micheliella Briq.

## Espécies
De acordo com o The Plant List este género tem 22 espécies descritas, das quais 11 são aceites:
- Collinsonia anisata Sims
- Collinsonia australis (C.Y.Wu & H.W.Li) Harley
- Collinsonia canadensis L.
- Collinsonia elsholtzioides (Merr.) Harley
- Collinsonia glandulosa (C.Y.Wu) Harley
- Collinsonia japonica (Miq.) Harley
- Collinsonia macrobracteata (Masam.) Harley
- Collinsonia punctata Elliott
- Collinsonia sinensis (Diels) Harley
- Collinsonia szechuanensis (C.Y.Wu) Harley
- Collinsonia verticillata Baldwin ex Elliott

## Classificação do gênero
| Sistema | Classificação                    | Referência               |
| ------- | -------------------------------- | ------------------------ |
| Linné   | Classe Diandria, ordem Monogynia | Species plantarum (1753) |